# Bienvenue aux mariés
 (juillet 2025).
Motif : manque de références qualitatives, TI.
- Archive Wikiwix
- Bing
- Cairn
- DuckDuckGo
- E. Universalis
- Gallica
- Google
- G. Books
- G. News
- G. Scholar
- Persée
- Qwant
- (zh) Baidu
- (ru) Yandex
- (wd) trouver des œuvres sur Wikidata

| 1. | Préciser le motif de la pose du bandeau. | Précisez le motif de la pose du bandeau en utilisant la syntaxe suivante : {{admissibilité à vérifier\|date=juillet 2025\|motif=remplacez ce texte par le motif}}                         |
| 2. | Informer les utilisateurs concernés.     | Pensez à avertir le créateur de l'article, par exemple, en insérant le code ci-dessous sur sa page de discussion : {{subst:avertissement admissibilité à vérifier\|Bienvenue aux mariés}} |

Bienvenue aux mariés est une émission de télévision française, il s'agit de la 3e déclinaison du programme télévisée Bienvenue chez nous, elle est diffusée du 14 mai 2018 au 23 avril 2021 sur TF1. Elle est présentée par Élodie Villemus lors de la saison 3.
En Belgique, elle est diffusée sur RTL-TVI.

## Principe
Pendant une semaine, en compagnie de leurs proches, des couples vont découvrir 4 lieux de mariages qui devront répondre à toutes leurs exigences, tout en respectant au mieux leur budget. Pour conseiller nos futurs mariés et les aider à faire leur choix, ils pourront compter sur Élodie Villemus, la référence dans l'organisation des mariages haut de gamme.
Mais à l'issue de ces 4 journées test grandeur nature, il restera une inconnue de taille pour nos fiancés... Le prix de chacune de ces prestations de rêve. Bonne ou mauvaise surprise, c'est ce qu'ils découvriront lors de la grande finale !

## Diffusion

### Saison 1 (2018)
La première saison est diffusée du 14 mai 2018 au 18 mai 2018.
Elle est diffusée durant 1 semaine, du lundi au vendredi, de 18 h 15 à 19 h 20 sur TF1,.
La saison contient 5 épisodes d'environ 45 minutes.
1. Chez Patrick et Marie-Josée ; diffusé le 14 mai 2018.
2. Chez Marie-Reine et Luc ; diffusé le 15 mai 2018.
3. Chez Nathalie et Pierre-Philippe ; diffusé le 16 mai 2018.
4. Chez Nathalie et Sylvain ; diffusé le 17 mai 2018.
5. La finale ; diffusé le 18 mai 2018.

### Saison 2 (2019)
La deuxième saison est diffusée du 18 mars 2019 au 19 avril 2019.
Elle est diffusée durant 4 semaines, du lundi au vendredi, de 18 h 15 à 19 h 20 sur TF1.
La saison contient 25 épisodes d'environ 45 minutes.
1. Nathalie et Rebecca ; diffusé le 18 mars 2019.
2. Laure et Max ; diffusé le 19 mars 2019.
3. Alain et Mélanie ; diffusé le 20 mars 2019.
4. Marie et Urs ; diffusé le 21 mars 2019.
5. La finale ; diffusé le 22 mars 2019.
6. France et Roselyne ; diffusé le 25 mars 2019.
7. Alexandra et Robert ; diffusé le 26 mars 2019.
8. Michel et Pierre Gabriel ; diffusé le 27 mars 2019.
9. Sabine et Christine ; diffusé le 28 mars 2019.
10. La finale ; diffusé le 29 mars 2019.
11. Marie-Ange et Valérie ; diffusé le 1er avril 2019.
12. Laurence et Charlotte ; diffusé le 2 avril 2019.
13. Laurence et Bruno ; diffusé le 3 avril 2019.
14. Gabrielle et Philippe ; diffusé le 4 avril 2019.
15. La finale ; diffusé le 5 avril 2019.
16. Sonia et Gérard ; diffusé le 8 avril 2019.
17. Marina et Marie-Laure ; diffusé le 9 avril 2019.
18. Hervé et Sébastien ; diffusé le 10 avril 2019.
19. Mickael et Mathias ; diffusé le 11 avril 2019.
20. La finale ; diffusé le 12 avril 2019.
21. Sophie et Enzo ; diffusé le 15 avril 2019.
22. Catherine et Kelly ; diffusé le 16 avril 2019.
23. Elsa et Patrick ; diffusé le 17 avril 2019.
24. Sandrine et Philippe ; diffusé le 18 avril 2019.
25. La finale ; diffusé le 19 avril 2019.

### Saison 3 (2021)
La troisième saison était prévue pour être diffusée en 2020, mais suite au Covid-19, elle sera diffusée en 2021.
Elle est diffusée durant 1 semaine, avec deux épisodes inédits diffusés du lundi au vendredi, de 15 h 35 à 17 h 25, du 19 avril 2021 au 23 avril 2021 sur TF1. Elle fut déprogrammée en urgence au bout d'une semaine pour faute d'audience.
La saison contient 10 épisodes d'environ 45 minutes.
1. Martine et Vincent ; diffusé le 19 avril 2021.
2. Laura et Sarp ; diffusé le 19 avril 2021.
3. Naïma et Vianney ; diffusé le 20 avril 2021.
4. Laëtitia et Mikaël ; diffusé le 20 avril 2021.
5. La finale ; diffusé le 21 avril 2021.
6. Caroline et Fabien ; diffusé le 21 avril 2021.
7. Patricia et Monica ; diffusé le 22 avril 2021.
8. Béryl et Alexandre ; diffusé le 22 avril 2021.
9. Anne-Cécile et Arthur ; diffusé le 23 avril 2021.
10. La finale ; diffusé le 23 avril 2021.